# Karel Citroen
Karel Adolf Citroen (Amsterdam, 12 februari 1920 - Oslo, 18 december 2019) was een Nederlands zilverexpert en Engelandvaarder.

## Familie
Karel Citroen was de zoon van Abraham Citroen en Chane Ptasznik. Abraham, een neef van kunstenaar Paul Citroen, bestierde sinds 1917 de juwelierszaak van de familie aan de Kalverstraat 1 te Amsterdam.
Karel leek voorbestemd voor de familiezaak en werd in zijn late tienerjaren naar Antwerpen gestuurd om door te leren over de diamanthandel en naar Brussel voor stage bij Maison Wolfers Frères. In de nazomer van 1939 stond de Tweede Wereldoorlog echter op uitbreken en moest hij terugkeren voor de mobilisatie.
Eén jaar na de oorlog trouwde Karel Citroen met Wiekje Pasma (1921-1994), een tekenares/illustratrice, die onder andere voor de Toonder Studio's werkte. Het echtpaar kreeg twee dochters, kleinkinderen en achterkleinkinderen.
In 1995, enkele maanden na Wiekjes overlijden, hertrouwde Karel Citroen met Marijse Buitenhuis. Op 97-jarige leeftijd emigreerde hij nog naar Oslo (Noorwegen), waar hij op 18 december 2019 overleed, minder dan twee maanden voor zijn 100e verjaardag.

## Oorlogsjaren
In het najaar van 1941 vertrok Citroen in het diepste geheim met zijn neef Bob Franken naar Zwitserland. In diezelfde periode vertrokken ook twee andere neven, Alfred en Edwin Rottenberg, daarheen. Zijn vader had een niet-Joodse bedrijfsleider, die hem bij het uitbreken van de Tweede Wereldoorlog voorstelde om via IJmuiden naar Engeland te ontkomen, maar Abraham wilde de familiezaak niet in de steek laten en bleef erboven wonen.
In Zwitserland vernam Citroen dat zijn ouders en zijn enige zusje Thea, alsook de ouders van Bob in 1942 in Auschwitz waren vergast. Hierop besloten de neven het veilige Zwitserland te verlaten en naar Engeland te gaan. Ze wilden vechten, want ze hadden niets meer te verliezen. Beide neven kwamen via Frankrijk, Spanje, Portugal, Curaçao en de Verenigde Staten in 1943 bij de Royal Navy in Engeland. Citroen werd decoder op een Brits schip, de HMS Limbourne, om de Duitsers op Schnellboote af te luisteren.
Op 23 oktober 1943 was de Limbourne in de buurt van Guernsey. Citroen hoorde die dag op de radio ene Heinz zeggen dat een torpedo was afgevuurd, en een tel later was het raak: zijn schip was getorpedeerd en er was flinke schade aan bakboord. Citroen had een klap op zijn hoofd gekregen en werd bij de andere gewonden onder het voordek gelegd. Van de bemanning sneuvelden 42 mannen. Een honderdtal, waaronder Citroen zelf, overleefde de aanval, en werd gered door de HMS Talybont. De Limbourne was echter niet te repareren en werd door de Talybont tot zinken gebracht.
In minder dan een maand tijd na deze aanval vervolgde Karel zijn werk als decodeerder, nu op de Talybont, het schip dat hem van de vorige slag gered had. Het zou ook het schip zijn waarmee Citroen in diverse missies de oorlog zou uitzingen.

In de zomer van 1944 was Citroen actief betrokken bij de invasie van Normandie gedurende D-day, waarvan hij het draaiboek had ingezien. Ondanks de hectiek die de voorbereidingen met zich meebracht, leefde hij relatief ontspannen naar deze historische dag toe, maar wist dat hij getuige van een bijzondere tijd was: 
"We voeren uit, gingen voor Normandië liggen en schoten als gekken. En toen heb ik werkelijk gehoord dat een Duitser in zo'n bunker tegen een collega riep: 'Luister eens wat hier gebeurt! De hele zee ligt vol schepen, en ze schieten allemaal op ons!' En die ander zei: 'Hier ook!' En even verderop: 'Hier ook!'. Het was ongelofelijk. We maakten geschiedenis mee, die dag, we praatten er niet over, maar we beseften het allemaal."
Enkele maanden later werd hij door Koningin Wilhelmina onderscheiden met het Verzetsherdenkingskruis.
Citroen zou tot 1946 bij de Britse Koninklijke marine operationeel blijven.

## Na de oorlog
Na de oorlog keerde Karel Citroen terug naar Amsterdam. De familiezaak was door de Duitsers leeggehaald, maar in de Staatscourant las hij dat de winkelvoorraad in Duitsland was gevonden. Daarmee kon hij het familiebedrijf weer opbouwen en voortzetten.
Ergens in het Rijksmuseum staat een Haagse zilveren kandelaar uit 1865 [sic]. Ik ben er door archiefonderzoek achter gekomen, dat die in de slaapkamer van Queen Mary, de vrouw van William III, heeft gestaan.
Hij zou evenwel in zijn vrije tijd vele uren in de archieven steken voor onderzoek naar de geschiedenis van het zilver en edelsmeedwerk. Hij volgde daartoe ook enige tijd een deeltijdopleiding kunstgeschiedenis. Uit deze studie en onderzoek rolde gedurende de rest van zijn carrière een aantal standaardwerken van zijn hand, de waardering daarvoor zou blijken uit de toekenning van de Johan de la Court-Prijs.

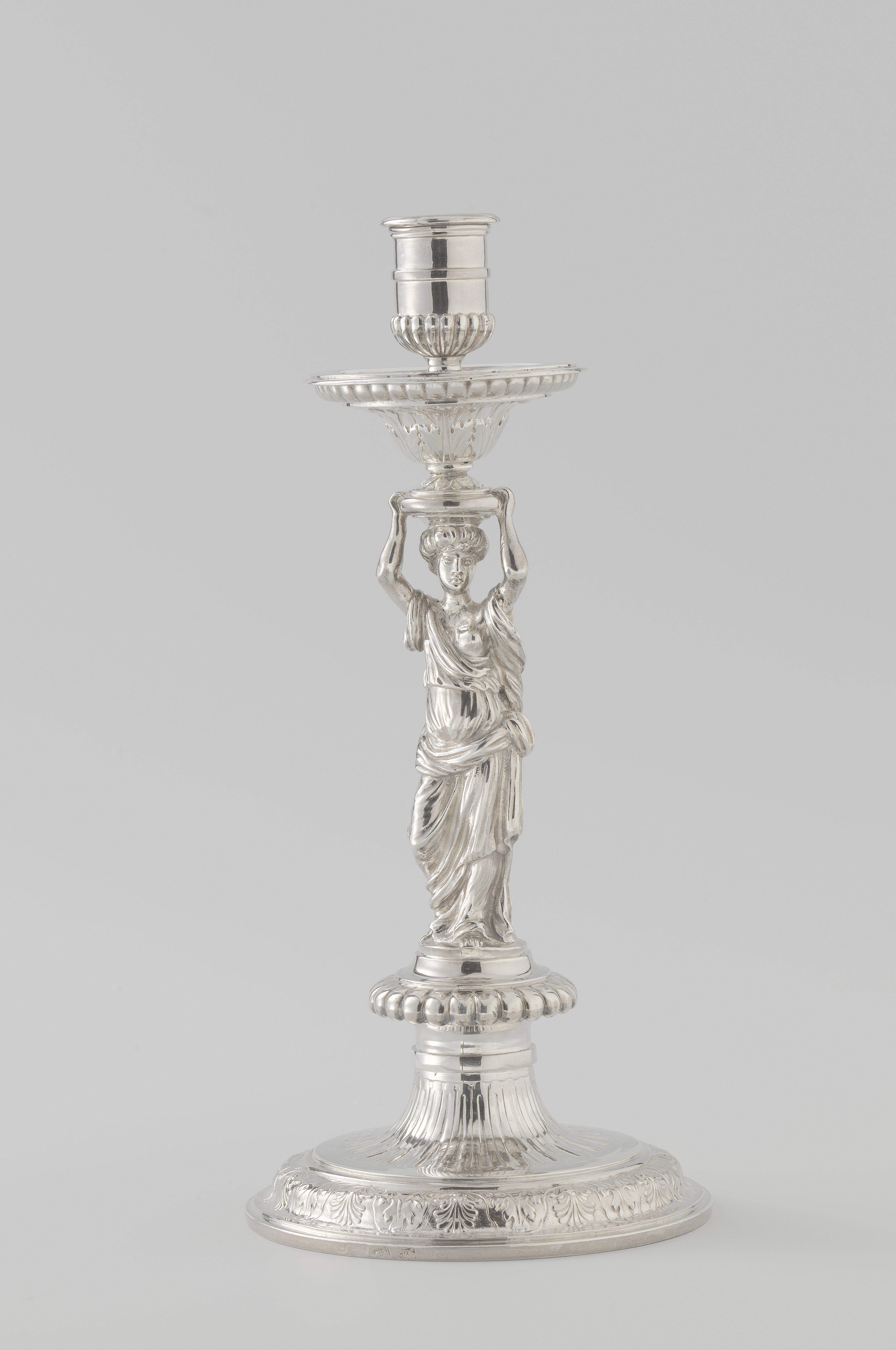
De zilveren kandelaar van Koningin Maria II, waar Citroen in bovenstaande citaat naar verwees.

Citroen had in de loop van de jaren een verzameling van sieraden en gebruiksvoorwerpen vergaard waarvan een groot deel onder de noemer van art nouveau viel. Toen deze officieel als openbare verzameling erkend werd door het ministerie van Onderwijs, Kunsten en Wetenschappen, werd zij in de periode 1959-1960 in binnen- en buitenland tentoongesteld.
Met zijn ervaring in en kennis van de edelmetalen werd hij in de periode van 1966 tot 1971 als privaatdocent aangesteld aan de Universiteit van Amsterdam, alwaar hij geschiedenis van de edelmetaalkunst doceerde.
In 1971 kwam Citroen tot een overeenkomst met de firma Schaap & van Gelder, waarna voor het familiebedrijf tot 1974 de naam Schaap Citroen van Gelder werd gevoerd. Later kreeg het de naam Schaap en Citroen.
Eind jaren 90 verkocht Citroen het familiehuis aan de Kalverstraat, na bijna anderhalve eeuw te hebben toebehoord aan in totaal vier generaties juweliers van de Citroenfamilie. Karel Citroen bleef nog wel actief als zilverexpert.
Op 27 november 2001 vertelde Karel Citroen zijn levensverhaal aan het Visual History Archive van het USC Shoah Foundation Institute, opgericht in 1994 door Steven Spielberg. Dit verhaal is opgenomen in de Collectie Tweeduizend Getuigen Vertellen, te zien in het Joods Museum te Amsterdam.

## Citroens verzameling van juwelen, edelsmeedkunst en zilver
Naast de gebruikelijke kwalificaties van juwelier, zilverexpert, kunsthistoricus, wordt Karel Citroen tevens erkend als een verzamelaar van juwelen, edelsmeedwerk en zilver. Hoewel er geen beeld is op de volledige inventaris van Citroens verzameling, bevatte het in elk geval een collectie aan edelsmeedkunst en sieraden uit de periode van 1890 tot de Eerste Wereldoorlog, een periode gekenmerkt door de art nouveau. Deze collectie die uit meer dan tweehonderd voorwerpen bestond was de "enige openbare verzameling in de wereld met een compleet overzicht van kunst en vaardigheden van Europese goud- en zilversmeden, emailleurs en medailleurs in genoemde periode."
De collectie bevatte onder meer werk van Carl Fabergé, zeldzame vazen van Émile Gallé, waarvan de meesten afkomstig zijn uit het bezit van de Egyptische oud-koning Faroek. Deze collectie alleen al was aanzienlijk genoeg om er exposities aan toe te wijden.
Het begon met een tentoonstelling in het gemeentemuseum van Arnhem in het voorjaar van 1959. In de herfst verhuisde de tentoonstelling naar het Museum Boijmans Van Beuningen in Rotterdam, alvorens de expositie op Nederlandse bodem in het najaar in het Stedelijk Museum van Amsterdam onder de titel art nouveau werd afgesloten. Het volgende jaar verhuisde de expositie naar de Verenigde Staten alwaar het in het Museum of Modern Art in New York tentoongesteld werd.
In 1963 kocht het Hessisches Landesmuseum Darmstadt de verzameling sieraden van Citroen, met werk van onder meer Georges Fouquet, René Lalique en Philippe Wolfers. Met deze aanwinst had het inkopende museum voor het eerst ook een sieradencollectie.

## Lidmaatschappen
Karel was lid van De Industrieele Groote Club, Goldsmiths Company London, Silver Society London en de Society Jewellery Historians London.

## Onderscheidingen
- In 1944 werd Karel Citroen door Koningin Wilhelmina onderscheiden met het Verzetsherdenkingskruis.[7][14]
- In 1988 werd de Johan de la Court-prijs aan Citroen uitgereikt voor zijn standaardwerken over de geschiedenis van de Nederlandse edelsmeedkunst, waaronder zijn boeken Amsterdamse zilversmeden en hun merken en Valse zilvermerken in Nederland.[17][31]

## Publicaties
Citroen heeft als zilverexpert en kunsthistoricus door de jaren heen diverse standaardwerken geschreven:
- Collectie Citroen. Arnhem: gemeentemuseum / museum Boymans, 1959.
- Glüber, W. (2011) Jugendstilschmuck, der Bestand im Hessisches Landesmuseum Darmstadt. Regensburg: Schnell & Steiner. ISBN 9783795424534
- Renaissance in edel metaal. Amsterdam, 1959
- Jugendstil. Sammlung Citroen im Hessischen Landesmuseum Darmstadt. Ausgewählte Neuerwerbungen der Sammlung Citroen Amsterdam. Essen, 1962
- De familie Spanjaard. Een overzicht van de afstammelingen van Salomon Jacob Spanjaard (1783-1861) en Sara David van Gelder (1793-1882). Borne, 1964
- De verzameling Van Lennep. Een keuze uit het servieswerk, schepwerk, speelgoed en varia bijeengebracht door Jhr. A. van Lennep, bestuurslid van het Nederlands Goud- en Zilvermuseum te Utrecht, 1950-1962 en tentoongesteld in dat museum van 17 juni t/m 5 sept. 1965. Utrecht, 1965
- "Zierat der Jahrhundertwende" in Kunst in Hessen und am Mittelrhein 5: 39-55,1966
- Lalique et Baudelaire. Quelques réflexions sur un bijou art nouveau. Amsterdam:Swets & Zeitlinger, 1966
- Taal en teken. Assen, 1967, Openbare les Amsterdam G.U. op 29 nov. 1966 (leeropdracht: Geschiedenis van de edelmetaalkunst van de Renaissance tot de huidige tijd.)
- Amsterdamse zilversmeden en hun merken, Amsterdam: Noord-Hollandsche Uitgeversmaatschappij,1975
- Vervalsing en namaak van zilver in Friesland, Leeuwarden, 1975
- Amsterdam silversmiths and their marks. Amsterdam, 1975
- Art Nouveau en Art Deco (1977)
- Valse zilvermerken in Nederland. Amsterdam, 1977
- 'De huwelijksbeker van Trijntje Coppit', Jaarboek Genootschap Amstelodamum 70,1978, pp. 201–213, 209
- Zilver van Bentveld (1806-1853). Van sobere strakheid tot drukke deftigheid. Schoonhoven, 1982
- Zes opstellen. Geschreven, gepubliceerd en gebundeld voor Jan Verbeek en hem aangeboden door zijn vrienden. Lochem, 1983/1984
- Meesterwerken in zilver. Amsterdams zilver 1520-1820. Lochem, 1984
- Haarlemse zilversmeden en hun merken. Haarlem: Joh. Enschedé, 1988
- Silbergeräte in Stilleben, Nürnberg, 1988
- Dutch goldsmiths' and silversmiths' marks and names prior to 1812: a descriptive and critical repertory, Leiden: Primavera Pers, 1993
- "Rembrandt's Claudius Civilis" in Art bulletin of National Museum Stockholm, 1998, pp. 73–76